# Waiting for Woody
Waiting for Woody ist ein US-amerikanischer Kurzfilm aus dem Jahre 1998. Die von Grant Heslov mit sich in der Hauptrolle geschriebene und inszenierte Komödie ist eine Hommage an Woody Allen und handelt von einem erfolglosen Schauspieler, der die Chance erhält, in einem Film seines verehrten Regieidols mitzuwirken.

## Handlung
Der erfolglose Schauspieler Josh Silver, der sich mit Rollen in Werbespots über Wasser hält und dessen größter Auftritt als Kerzenständer in einer Disney-Parade bereits länger zurückliegt, wird von seiner Frau Gail bedrängt, die ein Kind von ihm haben möchte. Doch er hat auf Grund seines mangelnden Erfolges Erektionsstörungen. Doch dann erhält er den Anruf seines Agenten, der ihm ein Vorsprechen bei seinem größten Idol Woody Allen besorgt hat.
Als er am nächsten Tag zum Besetzungsbüro geht, wird er vom Portier des Bürogebäudes erst nicht vorgelassen, da dieser ihn nicht auf der Liste hat. Mit einer List gelingt es Josh, sich am Pförtner vorbeizumogeln, doch als der ihn verfolgt, kommt es zu einem Gerangel vor dem Besetzungsbüro, bei der Joshs Sakko zerrissen wird. Doch die Vorzimmerdame hat ihn auf der Liste und so kann er eintreten.
Im Vorraum zu Allens Büro sind schon andere Leute versammelt, ein etwas dicker Mann, eine hübsche Frau und ein von seiner Mutter begleiteter schmächtiger Junge, der so aussieht, als könnte er des Regisseurs jüngeres Ich in dessen nächstem Film darstellen. Von Josh wird ein Polaroid gemacht, auf dem er allerdings reichlich dämlich aussieht, aber ihm wird die Chance auf ein zweites Bild verwehrt. So bekommt er die geballte Ladung Filmbusiness präsentiert, denn während die unbekannten Kleindarsteller nur eine kurze Chance bekommen, sich vorzustellen, bekommen die Stars eine Vorzugsbehandlung. So sieht er Jennifer Aniston, die ins Büro geschneit bekommt, da sie ihre Tasche vergessen hat, und Josh zwar erkennt, aber nur, weil einer seiner Hunde, die er während einer seiner zahlreichen Gelegenheitsjobs ausführte, den ihrigen gebissen hat. George Clooney kommt ebenfalls zu Besuch und für ihn hat der Regisseur wesentlich mehr Zeit.
Schließlich ist Josh an der Reihe und betritt das Büro. Nach nur 15 Sekunden ist er wieder draußen und kann es nicht fassen, dass Allen ihn in so kurzer Zeit ausreichend kennengelernt haben soll. Als er wieder unten in der Lobby ist, fasst er sich ein Herz und will noch mal hochgehen, um seinem Glück ein wenig nachzuhelfen. Schließlich durfte Jennifer Aniston auch ein zweites Mal ins Büro. Aber der Portier will ihn nicht gehen lassen. Er mogelt sich ein zweites Mal vorbei und steht schließlich wutentbrannt vor Allens Bürotür. Vor der Tür stehend, schleudert er ihm seine ganze Wut entgegen. Befriedigt geht er wieder.
Desillusioniert will Josh sich ablenken und einen Film der Marx Brothers ansehen. Doch das Kino zeigt etwas ganz anderes, einen Film über das, was er gerade erlebt hat. Allerdings zeigt die Leinwand die Geschehnisse ganz anders, so, wie es hätte laufen sollen. Der Portier ist freundlich, Josh steht auf der Liste, er wird im Büro wie ein Star behandelt und mit Woody spricht er über eine halbe Stunde lang, der ihn zur Zusammenarbeit in seinen nächsten zwei Filmen überreden kann. Schließlich schläft er mit seiner Frau, doch dann muss er erkennen, dass es Woody Allen ist, der Sex mit Gail hat. Er spricht mit seinem Leinwand-Ich, das ihm sagt, das sei doch, was er wolle: So wie Woody Allen zu sein.
Als Josh abends dann nach Hause kommt, ist er zufrieden, auch wenn er die Rolle nicht bekommt. So klappt auch der Sex mit seiner Frau wieder und sie bekommen ein Kind. Und schließlich hat er die Rolle doch bekommen und blickt zuversichtlich auf ein Vorsprechen bei Martin Scorsese.

## Auszeichnungen
Grant Heslov bekam für seinen Film den Preis der Jury beim Art Film Festival. Beim Florida Film Festival wurde er mit dem Großen Preis der Jury in der Kategorie Kurzfilm bedacht. Er gewann den Kurzfilmpreis für die beste Kurzkomödie beim New York International Independent Film & Video Festival.